# 敦达里
敦达里（？—1643年9月），姓氏不详，满洲人，后金武官。
敦达里在幼年既跟从皇太極。后来，分隶和硕肃亲王豪格。崇德八年八月初九日（1643年9月21日），皇太極逝世。牛录章京:79敦达里以幼蒙恩養，不忍永離，遂以身殉葬。主政的诸王、贝勒等甚义之，以敦达里志不忘君，忠忱足尚，追赠甲喇章京。子孙永免徭役，倘干犯重典，应赦者即与开释，不应赦者仍减等，官爵世袭勿替。安达里亦请求殉葬。安达里殉葬之日在八月十七日。
敦达里、安达里的陪葬墓位于清昭陵陵寝西侧，即昭陵西配墓。两人坟丘各有两户守墓“坟丁”。1986年7月，重新发掘昭陵西配墓中的一座墓室。墓志出土时模糊，已无法确定墓主。相关研究文章提及:79—81，论证墓主是安达里、非敦达里是《清初敦达里、安达里殉葬墓琐记》一文。